# 1951 en hockey sur glace
Cette page présente les éléments de hockey sur glace de l'année 1951, que ce soit d'un point de vue rencontres internationales ou championnats nationaux. Les grandes dates des différentes compétitions sont données ainsi que les décès de personnalités du hockey mondial.

## Europe

### Allemagne
- Le Preußen Krefeld est champion d'Allemagne de l'Ouest.
- Le BSG Ostglas Weißwasser est champion d'Allemagne de l'Est.

## International

### Championnats du monde
- 9 mars : début du 18e championnat du monde à Paris en France. Pour la première fois, la compétition est séparée en 2 groupes suivant leur niveau. Les 7 meilleurs nations disputent le Championnat A tandis que les autres disputent une "critérium européen", l’ancêtre de l’actuelle division 1.
- 17 mars : avec une sixième victoire en autant de match, le Canada, représenté par des Lethbridge Maple Leafs  bien renforcés, remporte sa 14e médaille d'or. La Suède devient championne d'Europe, titre remporté sur les Suisses grâce à un meilleur différence de but[1].

## Autres Évènements

### Décès
- Le 26 août, décès à l'âge de 24 ans de Bill Barilko, vainqueur de quatre Coupe Stanley avec les Maple Leafs de Toronto, lors de l'écrasement de son avion. L'avion fut retrouvé en 1962, quelques semaines après que les Leafs remportèrent leur première Coupe depuis sa disparition.